# 萩原広道
萩原 広道（はぎわら ひろみち、文化12年2月19日（1815年3月29日） - 文久3年12月3日（1864年1月11日））は、江戸時代末期の歌人・翻訳家・作家・国学者である。本姓は藤原。通称は鹿蔵、鹿左衛門。号は葭沼、蒜園（にらぞの）など。備前岡山藩士。平賀元義、大国隆正に学ぶ。弘化2年（1845年）に浪人となり、大坂に居す。多くの国学者・歌人と交流し、独自の国学を確立。本居宣長に私淑した。代表作に『源氏物語評釈』があり、ほかに『小夜しぐれ』『てにをは係辞弁』などを著す。備前（現・岡山市中区網浜）出身。

## 主な作品
- 山陽道名所 （1840？）[2]
- 弖爾乎波係辞弁 （又、て・に・を・は係辞辨、1846）[3]
- 本教提綱 （又 、本学提綱、1846）
- 古語訳解 （1848）
- こころの種 （1850）
- 源氏物語評釈 （1854-1861）
  - 畢生の大著『源氏物語評釈』は、医家である春日寛平宅において篠崎竹陰や緒方洪庵、中玉樹などを会して開かれた『源氏物語』の講筵筆記であり、江戸期を通じて最も精細な註釈書とされる。本書で述べられる説は新旧の諸註釈を参照したもので、特に宣長が『玉の小櫛』において示した説を祖述するとともに、文章の修辞的批評にまで及んでおり、単なる註釈書の域を出ている。特に「評」の視点を導入することで、『源氏物語』の文芸性を啓蒙していることは注目される。しかし、広道の病死によって源氏五十四帖中、第八帖「花宴」までで中絶となった[4]。
- あしの葉分（1863） “萩原広道翁遺稿”[5]

## 関連書籍
- 国文注釈全書
- 萩原広道消息
- 名家遺文集集覧
- 心のたね
- 文のしおり 関西大学所蔵 萩原広道の消息
- 和歌の書式に就いて篠崎小竹に與へたる萩原廣道の消息